# Aion (álbum de Dead Can Dance)
Aion es un álbum de música gótica del grupo australiano Dead Can Dance, publicado en 1990 bajo el sello discográfico 4AD. Es el álbum más representativo del estilo del grupo al contener una amplia gama de melodías, sonidos e instrumentos antiguos, recuperados de la Edad Media y del Renacimiento, con el objetivo de representar la música de esta época. La influencia de las creaciones medievales se hace directa en temas como The Song of the Sibyl, cuya letra es una edición de una canción católica catalana del mismo nombre. Además, otros temas hablan de la fortuna, tópico muy frecuente en el arte renacentista; e incluso, de mitos paganos griegos.

## Lista de canciones
1. "The arrival and the reunion" – 1:38
2. "Saltarello" – 2:33
3. "Mephisto" – 0:54
4. "The song of the Sibyl" – 46:55
5. "Fortune presents gifts not according to the book" – 6:03
6. "As the bell rings the maypole spins" – 5:16
7. "The end of words" – 2:05
8. "Black sun" – 4:56
9. "Wilderness" – 1:23
10. "The promised womb" – 3:21
11. "The garden of Zephirus" – 1:20
12. "Radharc" – 2:47